# 잭슨빌 아이스멘
| 잭슨빌 아이스멘 | |
| 콘퍼런스        | 동부 콘퍼런스 |
| 디비전          | 사우스 디비전 |
| 설립연도        | 1992년 2012년(ECHL 가입) |
| 해체연도        | |
| 역사            | 머스키곤 퓨리 (1992년~2008년) 머스키곤 럼버잭스 (2008년~2010년) 에번즈빌 아이스멘 (2010년~2016년) 잭슨빌 아이스멘 (2017년~현재) |
| 경기장          | 잭슨빌 베터런스 메모리얼 아레나                                                                                                 |
| 연고지          | 플로리다주 잭슨빌 |
| 상징색          | 네이비 블루, 컬럼비아 블루, 하양                                                                                                |
| 구단주          | 론 기어리 |
| 단장            | - |
| 감독            | 제이슨 크리스티 |
| NHL 제휴        | 위니펙 제츠 |
| AHL 제휴        | 매니토바 무스 |
| 정규시즌 우승   | UHL : 2 (1999, 2005) |
| 콘퍼런스 우승   | - |
| 디비전 우승     | UHL : 4 (1996, 1999, 2005, 2007)                                                                                                |
| 켈리 컵         | - |
| 영구 결번       | - |

잭슨빌 아이스멘(Jacksonville IceMen)는 미국 플로리다주 잭슨빌을 연고지로 하는 ECHL 동부 콘퍼런스 사우스 디비전 소속 아이스 하키팀이다.

## 역대 홈경기장
| 경기장                          | 사용기간    | 수용인원 | 장소              | 비고 |
| ------------------------------- | ----------- | -------- | ----------------- | ---- |
| 잭슨빌 아이스멘                 |             |          |                   |      |
| 잭슨빌 베터런스 메모리얼 아레나 | 2017년~현재 | 13,141명 | 플로리다주 잭슨빌 | 빈칸 |